# Palazzo Giuffrè
Palazzo Giuffrè è un edificio storico del centro della città di Reggio Calabria ad opera dell'ing. Carlo Perissinotti Bisoni. Il palazzo, confinante con Palazzo Spinelli, occupa parte dell'isolato ad angolo tra il Corso Vittorio Emanuele III e la via Giudecca.

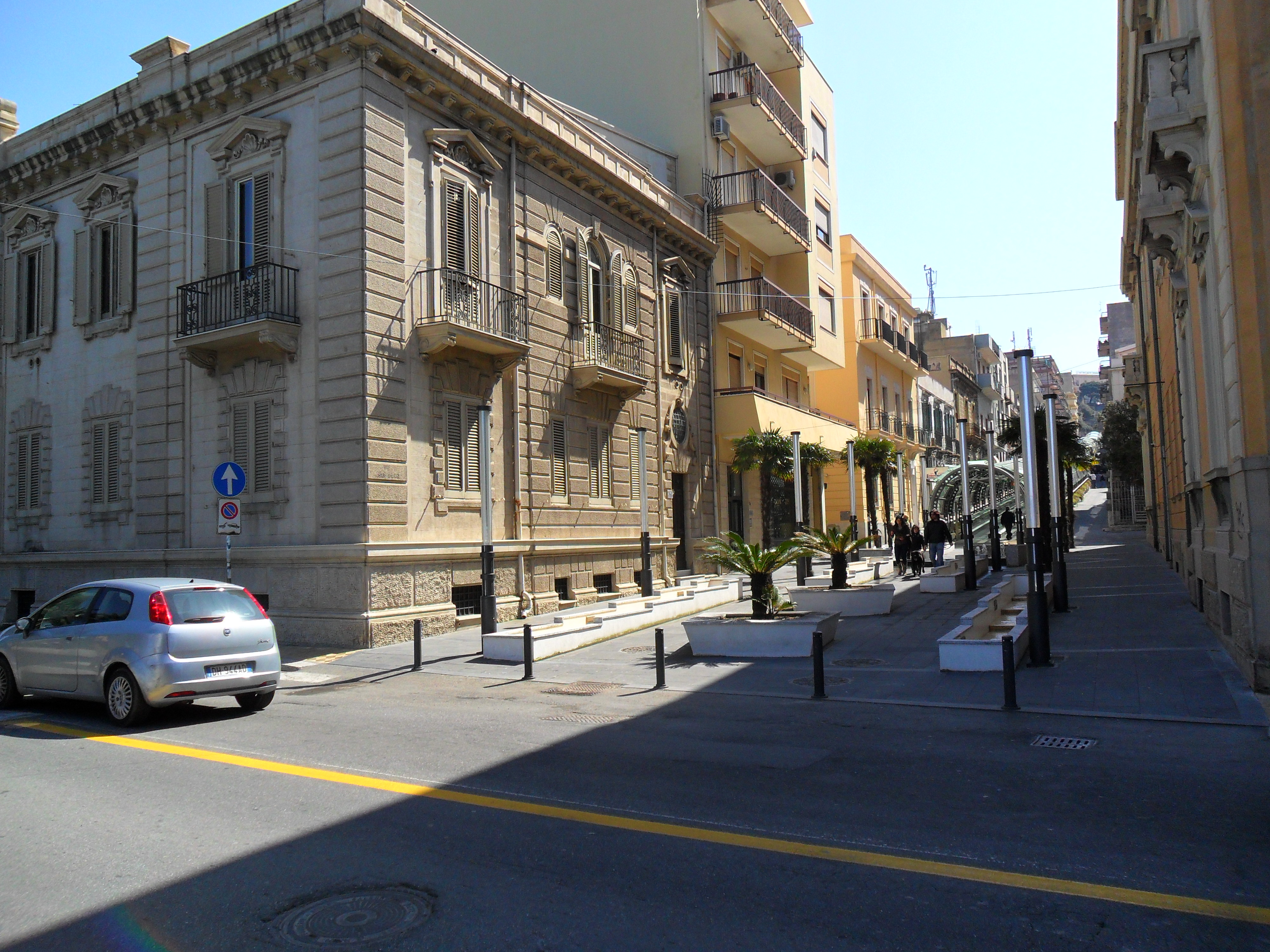
Prospetto ad angolo con via Giudecca

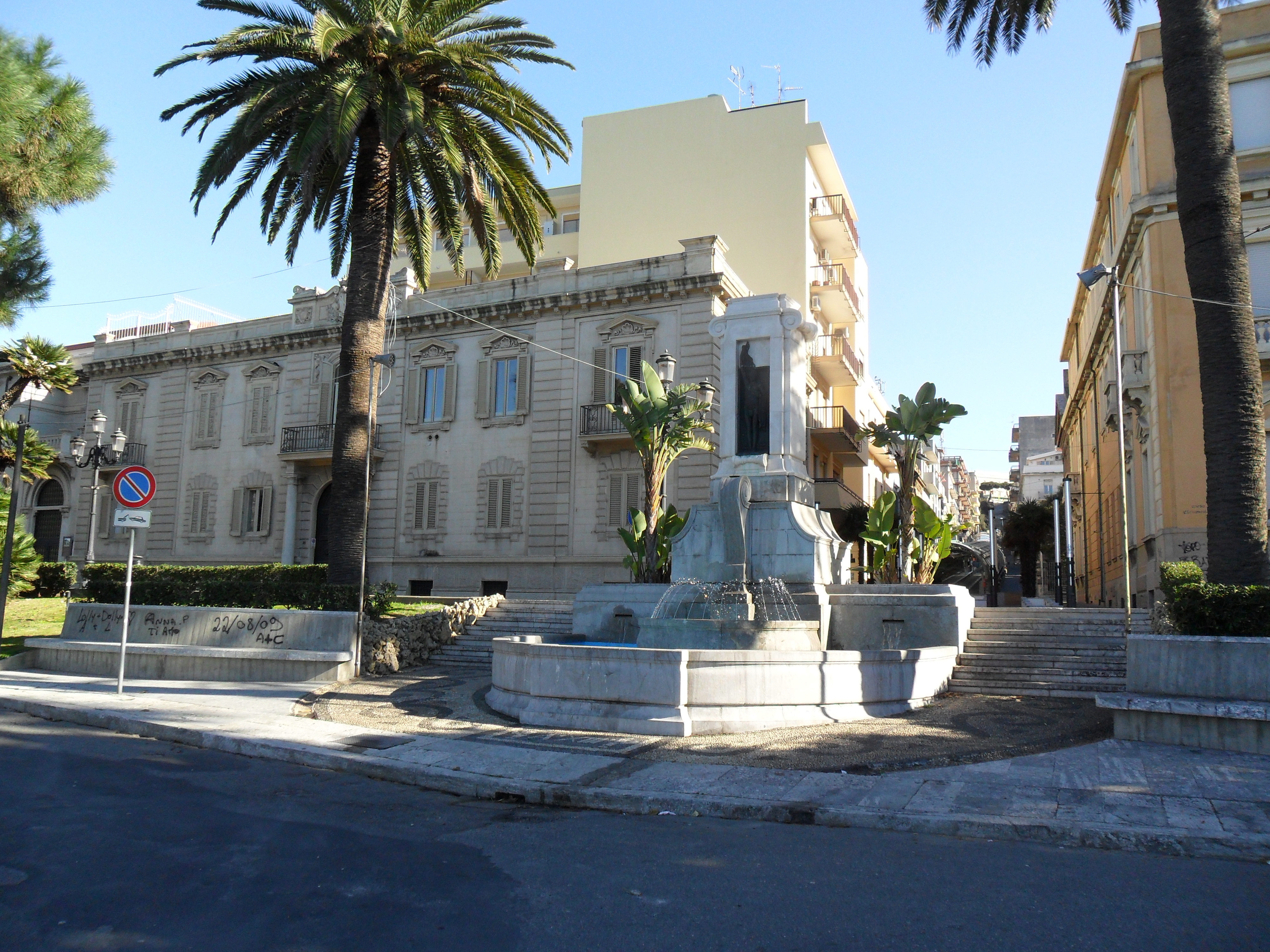
La fontana monumentale in prossimità dell'edificio

## Descrizione architettonica
L'edificio, ultimato nel 1921, è formato da un corpo di fabbrica costituito da un seminterrato, un piano rialzato e un primo piano; presenta pianta rettangolare. Il palazzo poggia su un grande basamento sul quale hanno affaccio le finestre con inferriate del seminterrato definito da uno zoccolo in pietra artificiale. I prospetti risultano permeati da canoni classici con influssi dell'architettura liberty. Il prospetto principale, posto sul Corso Vittorio Emanuele III, presenta al piano terra il portale principale ad arco a tutto sesto, incorniciato da un trattamento a bugnato e racchiuso entro due colonne con capitello classico che sostengono il balcone del piano nobile. Le finestre del piano terra si presentano architravate con cornice in bugnato liscio. Le pareti sopra la zoccolatura e la cornice marcapiano sono trattate a bugnato liscio che diventa più evidente nella parte centrale del prospetto e nelle parti ad angolo, tanto da creare una partitura in verticale dei prospetti. Al piano superiore troviamo una successione di finestre e balconi con ringhiera in ferro battuto caratterizzate da timpani triangolari ornati al centro da un acroterio a conchiglia e da decorazioni a motivo floreale. Nell'altro prospetto si ripetono gli stessi elementi architettonici che si differenziano per la presenza nella sua parte centrale di finestre ad arco e di minore dimensione. L'ingresso secondario, posto sulla via Giudecca, si caratterizza per la presenza nella parte sopra l'architrave di una finestra di forma ovale chiusa da un'inferriata. L'edificio termina con un cornicione dentellato e una balaustra ritmata da una serie di pilastrini che si innalza in corrispondenza del portale principale dove è posto un grande stemma nobiliare in rilievo tra ricche decorazioni.